# Paul Steele
Paul Steele (New Westminster, 5 december 1957) is een Canadees roeier. Steele was onderdeel van de Canadese acht die de olympische gouden medaille won in Los Angeles.

## Resultaten
- Olympische Zomerspelen 1984 in Los Angeles  in de acht
- Wereldkampioenschappen roeien 1986 in Nottingham 4e in de vier-zonder
- Wereldkampioenschappen roeien 1987 in Kopenhagen 5e in de acht
- Olympische Zomerspelen 1988 in Seoel 6e in de acht

1900: Carr & DeBaecke & Exley & Geiger & Hedley & Juvenal & Lockwood & Marsh & Abell ·
1904: Cresser & Gleason & Schell & Flanagan & Armstrong & Lott & Dempsey & Exley & Abell ·
1908: Gladstone & Kelly & Johnstone & Nickalls & Burnell & Sanderson & Etherington-Smith & Bucknall & Maclagan ·
1912: Burgess & Swann & Wormald & Horsfall & Gillan & Garton & Kirby & Fleming & Wells ·
1920: Jacomini & Graves & Jordan & Moore & Sanborn & Johnston & Gallagher & King & Clark ·
1924: Carpenter & Kingsbury & Lindley & Miller & Rockefeller & Sheffield & Spock & Wilson & Stoddard ·
1928: Stalder & Brinck & Frederick & Thompson & Dally & Workman & Caldwell & Donlon & Blessing ·
1932: Salisbury & Blair & Gregg & Dunlap & Jastram & Chandler & Tower & Hall & Graham ·
1936: Morris & Day & Adam & White & McMillin & Hunt & Rantz & Hume & Moch ·
1948: I. Turner & D. Turner & Hardy & Ahlgren & Butler & Brown & Smith & Stack & Purchase ·
1952: Shakespeare & Fields & Dunbar & Murphy & Detweiler & Proctor & Frye & Stevens & Manring ·
1956: Charlton & Wight & Cooke & Beer & Esselstyn & Grimes & Wailes & Morey & Becklean ·
1960: Rulffs & Schröder & F. Schepke & K. Schepke & von Groddeck & Hopp & Bittner & Lenk & Padge ·
1964: J. Amlong & T. Amlong & Budd & Clark & Cwiklinski & Foley & Knecht & Stowe & Zimonyi ·
1968: Meyer & Schreyer & Henning & Hottenrott & Ulbricht & Hirschfelder & Siebert & Ott & Tiersch ·
1972:  Hurt & Veldman & Joyce & Hunter & Wilson & Earl & Coker & Robertson & Dickie ·
1976: Baumgart & Döhn & Klatt & Lück & Wendisch & Kostulski & Karnatz & Prudöhl & Danielowski ·
1980: Krauß & Koppe & Kons & Friedrich & Doberschütz & Karnatz & Dühring & Höing & Ludwig ·
1984: Turner & Neufeld & Evans & Main & Steele & Evans & Crawford & Horn & McMahon ·
1988: Maennig & Möllenkamp & Mellinghaus & Schultz & Wessling & Eichholz & Domian & Rabe & Klein ·
1992: Wallace & Robertson & Forgeron & Barber & Marland & Rascher & Crosby & Porter & Paul ·
1996: Zwolle & Simon & Bartman & Maasdijk & Van der Zwan & Van Steenis & Florijn & Rienks & Duyster ·
2000: Lindsay & Hunt-Davis & Dennis & Attrill & Grubor & West & Scarlett & Trapmore & Douglas ·
2004: Read & Allen & Ahrens & Hansen & Deakin & Beery & Hoopman & Volpenhein & Cipollone ·
2008: Light & Rutledge & Byrnes & Wetzel & Howard & Seiterle & Kreek & Hamilton & Price ·
2012: Adamski & Kuffner & Johannesen & Reinelt & Schmidt & Müller & Mennigen & Wilke & Sauer ·
2016: Durant & Ransley & Triggs Hodge & Gotrel & Reed & Bennett, Langridge & Satch & Hill ·
2020: Mackintosh & Bond & Murray & Brake & Williamson & Wilson & Kirkham & Macdonald & Bosworth ·
2024: Bolding & Carnegie & Gibbs & Ford & Dawson & Elwes & Digby & Rudkin & Brightmore